# Келтнер, Джим
Джеймс Ли «Джим» Келтнер (англ. James Lee "Jim" Keltner, 27 апреля 1942, Талса, Оклахома, США) — американский музыкант (в основном барабанщик), в первую очередь известный по его работе в студиях звукозаписи как сессионный музыкант.
Сотрудничал со многими знаменитыми музыкантами и коллективами. Говард Саунз, биограф Боба Дилана, характеризует Келтнера как «лучшего сессионного барабанщика в Америке».

## Профессиональная карьера

### 1970-е
Келтнер наиболее известен по его работе как сессионного музыканта на сольных записях троих из бывших участников The Beatles: он часто работал в студии вместе с Джорджем Харрисоном, Джоном Ленноном (как на его сольных альбомах, так и на альбомах группы Plastic Ono Band и Йоко Оно) и Ринго Старром. Келтнер и Старр были барабанщиками на «Концерте для Бангладеш» — первом благотворительном рок-концерте, организованном Джорджем Харрисоном и Рави Шанкаром, состоявшемся в августе 1971 в зале Madison Square Garden в Нью-Йорке. Келтнер также был в составе выступавших музыкантов в Madison Square Garden в 1972 на организованном Джоном Ленноном благотворительном концерте «One To One» в пользу Willowbrook State School. В 1974 Келтнер присоединился к Харрисону и Шанкару в их туре (после многочисленных переговоров по телефону с Харрисоном); первым концертом в этом туре, в котором Келтнер принял участие, был концерт в Мемфисе 20 ноября 1974.
Отношения Келтнера с тремя из бывших участников The Beatles были настолько близкими и дружескими, что имя Келтнера было использовано, чтобы спародировать Пола Маккартни на альбомах Харрисона и Старра, выпущенных в 1973. Ранее в этом году Маккартни (единственный из экс-«битлов», не сотрудничавший с Келтнером) разместил на задней стороне обложки альбома Red Rose Speedway надпись, призывающую поклонников присоединяться к фан-клубу группы Wings («Wings Fun Club») путём посылания «конверта с марками и адресом» (англ. «stamped addressed envelope») на почтовый адрес в Лондоне. Позднее в этом году и на альбоме Харрисона Living in the Material World, и на альбоме Старра Ringo были размещены подобные надписи, призывающие поклонников присоединяться к фан-клубу Келтнера («Jim Keltner Fun Club») путём посылания «раздетого слона с марками» (англ. «stamped undressed elephant») на почтовый адрес в Голливуде.
Келтнер сыграл роль судьи в видеоклипе на песню Харрисона 1976 года «This Song», вошедшую в Top 30 (30 лучших) песен того года.
Джим Келтнер записал со своей группой Attitudes два альбома на лейбле Харрисона Dark Horse: «Attitudes» в 1975 и «Good News» в 1977. В группу кроме Келтнера входили Danny Kortchmar, David Foster и Paul Stallworth.
Келтнер начинал свою деятельность как музыкант в джазе, но первой его сессией звукозаписи была запись песни «She’s Just My Style» для поп-группы Gary Lewis and the Playboys.
Кроме своей работы с тремя экс-«битлами», Келтнер также сотрудничал в качестве сессионного музыканта с такими исполнителями, как Леон Расселл, Габор Сабо, Delaney Bramlett, Рой Орбисон, Гарри Нилссон, Джерри Гарсия, Эрик Клэптон, Guthrie Thomas, Steely Dan, Джо Кокер, Van Dyke Parks, the Rolling Stones, Ронни Вуд, Билл Уаймэн, Мик Джаггер, Кит Ричардс, Боб Дилан, Джони Митчелл, Брайан Уилсон, Roger McGuinn, Seals and Crofts, The Ramones, Bill Frisell, Нил Янг, Crosby, Stills, Nash and Young, Phil Keaggy, Стив Джонс, Crowded House, Фиона Эппл, Элвис Костелло, The Bee Gees, Джексон Браун, The Manhattan Transfer, Рэнди Ньюман, Рай Кудер, Sam Phillips, Los Lobos, Pink Floyd, Уоррен Зивон, Руфус Уэйнрайт, Том Петти, Гиллиан Уэлч, the Steve Miller Band, Элис Купер, Шерил Кроу, Lucinda Williams и многими другими. Келтнер играет на альбоме Карли Саймон 1971 года Anticipation. В 1973 Келтнер был сессионным барабанщиком на альбоме Боба Дилана Pat Garrett & Billy the Kid, в частности, участвовал и в записи хита с этого альбома — песни «Knockin' on Heaven's Door». Келтнер рассказывал об этой записи, что «это было нечто монументальное для меня, я прикасался к потрясающей песне, впервые я действительно плакал, когда играл её» (англ. session «was a monumental session for me because it was such a touching song, it was the first time I actually cried when I was playing»).

### 1980-е
В 1989 Келтнер участвовал в первом составе группы Ринго Старра All-Starr Band (его игру в этой группе можно услышать на концертном альбоме Ringo Starr and His All-Starr Band).
В 1988 и 1990 Келтнер играет на барабанах на обоих альбомах супергруппы Traveling Wilburys, под псевдонимом Бастер Сайдбури (Buster Sidebury); также присутствует в некоторых видеоклипах группы.
В основном Келтнер специализировался на музыке в стиле ритм-н-блюз; как он говорит, его стиль сформировался под влиянием Джеффа Поркаро и Danny Seraphine из группы Chicago: игра на ударных, объединяющая обманчиво простые паттерны и случайные, свободные заполнения между ними, а также исключительная точность. Демонстрацией стиля игры Келтнера и его возможностей могут служить, например, песня «Jealous Guy» с альбома Джона Леннона Imagine, хит-сингл «Dream Weaver» Gary Wright, песня «Josie» с альбома Aja группы Steely Dan, песня Боба Дилана «Watching the River Flow».
Келтнер участвовал в работе над многими ставшими «классическими» записями Джей Джей Кейла, и часто работал с басистом Tim Drummond, с которым познакомился во время этих записей.
В 1987 Келтнер, а также гитарист Рай Кудер и басист Ник Лоу играли на альбоме Джона Хайатта Bring the Family. Спустя четыре года эти четверо музыкантов вновь объединились как группа Little Village, записав одноимённый альбом.
Келтнер был сессионным барабанщиком Pink Floyd при записи ими в 1987 альбома A Momentary Lapse of Reason.
Келтнер играл на четырёх альбомах Ричарда Томпсона: Daring Adventures (1986), Amnesia (1988), Rumor and Sigh (1991) и you? me? us? (1996).

### 1990-е — настоящее время
В 1994—1995 гг. Келтнер участвовал в записи оркестром London Metropolitan Orchestra «An American Symphony» (рус. Американская симфония), саундтрека для фильма Mr Holland's Opus.
В 2000 году он участвовал с Crosby, Stills, Nash & Young в их туре «Tour of America».
В 2002 г. Келтнер на короткое время присоединился к группе Боба Дилана во время их выступлений в Европе, пока основной барабанщик группы, George Receli, восстанавливался после травмы руки. Позднее в этом же году он совместно со многими «звёздами» рок- и поп-музыки играл на Концерте для Джорджа, посвящённом Харрисону и состоявшемся через год после кончины Джорджа. В этом же году в видеоклипе на песню Traveling Wilburys «Handle with Care», где он снялся вместе с Томом Петти и Джеффом Линном, Келтнер, одетый в свитер с логотипом Боба Дилана, исполнил свою роль — барабанщика Wilburys (под псевдонимом Бастер Сайдбури; англ. Buster Sidebury).
В 2003 году он гастролировал с Simon & Garfunkel в их туре Old Friends.
В 2006 году Келтнер участвовал в туре Ти-Боун Бёрнэта под названием The True False Identity. В этом же году записывался на альбоме Джерри Ли Льюиса Last Man Standing. Также в 2006-м Келтнер играл на альбоме певицы Mavis Staples We’ll Never Turn Back, запись которого продюсировал Рай Кудер.
В 2008 г. Келтнер участвовал в записи альбома Break up the Concrete группы The Pretenders, альбома Би Би Кинга One Kind Favor и в записи с группой Oasis' песни «The Boy with the Blues», записывавшейся для альбома Dig Out Your Soul, но не вошедшей в него.
Также в 2008 г. Келтнер участвовал в производстве альбома Psalngs, дебютного альбома канадского музыканта John Lefebvre.
В 2010 году Келтнер продюсировал Mean Old Man, альбом, где Джерри Ли Льюис поёт дуэтом с разными исполнителями.
Также в 2010 году Келтнер играл на барабанах в дебютном альбоме группы Fistful of Mercy, под названием As I Call You Down, о котором один из участников группы, Дхани Харрисон (сын Джорджа Харрисона), описал в интервью как первый из своих проектов, достойный того, чтобы пригласить в него Келтнера, старого друга семьи Харрисонов. В этом же году Келтнер играл на альбоме Леона Расселла и Элтона Джона The Union, спродюсированном Ти-Боун Бёрнэтом и выпущенном 10 октября 2010 г. Также в 2010 году Келтнер поучаствовал в записи 8 из 14 треков альбома Эрика Клэптона Clapton.
В 2010—2011 годах Келтнер участвовал в записи последнего альбома Джозефа Артура The Graduation Ceremony (выпущен 24 мая 2011 г.), продолжая их сотрудничество, начавшееся с проекта Fistful of Mercy.
В 2012 году, для релиза «Chimes of Freedom: The Songs of Bob Dylan Honoring 50 Years of Amnesty International», Келтнер работает в студии вместе с группой «!Outernation» над кавер-версией песни Боба Дилана «When the Ship Comes In».